# بان عطري
بان عطري (الاسم العلمي: Moringa myrepsica ) هو نوع نباتي يتبع جنس البان من الفصيلة البانية.  